# Олів'є Бумаль
Олів'є Бумаль (фр. Olivier Boumale, нар. 17 вересня 1989, Дуала, Камерун) — камерунський футболіст, півзахисник грузинського клубу «Сабуртало».

## Клубна кар'єра
Народився 17 вересня 1989 року в місті Дуала. Вихованець юнацьких команд «Жорж Фоміньєн», «Париж», «Сент-Етьєн» та «Альбасете».
У дорослому футболі дебютував 2010 року виступами за команду клубу «Панетолікос», в якій провів два сезони. 
Сезон 2012—2013 провів у складі команд клубів «Астра» (Джурджу) та «Левадіакос», за які в сумі зіграв три матчі.
2013–2014 сезон відіграв за команду «Іракліс Псакна».
2014 року уклав контракт з клубом «Паніоніос», у складі якого провів наступні два роки своєї кар'єри гравця. Граючи у складі «Паніоніоса» здебільшого виходив на поле в основному складі команди.
До складу клубу «Панатінаїкос» приєднався 2016 року. Відіграв за клуб з Афін 30 матчів в національному чемпіонаті.
6 липня 2017 року перейшов до складу команди китайського клубу «Ляонін Хувін».
2018 року виступав за команду японського клубу «Йокогама Ф. Марінос».
В лютому 2019 року повернувся до складу «Паніоніоса».
В серпні 2020 року підписав однорічний контракт з грузинським клубом «Сабуртало».

## Виступи за збірні
Протягом 2008–2009 років залучався до складу молодіжної збірної Камеруну. На молодіжному рівні зіграв у 10 офіційних матчах, забив 3 голи.
2017 року дебютував в офіційних матчах у складі національної збірної Камеруну. Наразі провів у формі головної команди країни 2 матчі.